# لغات أروبا

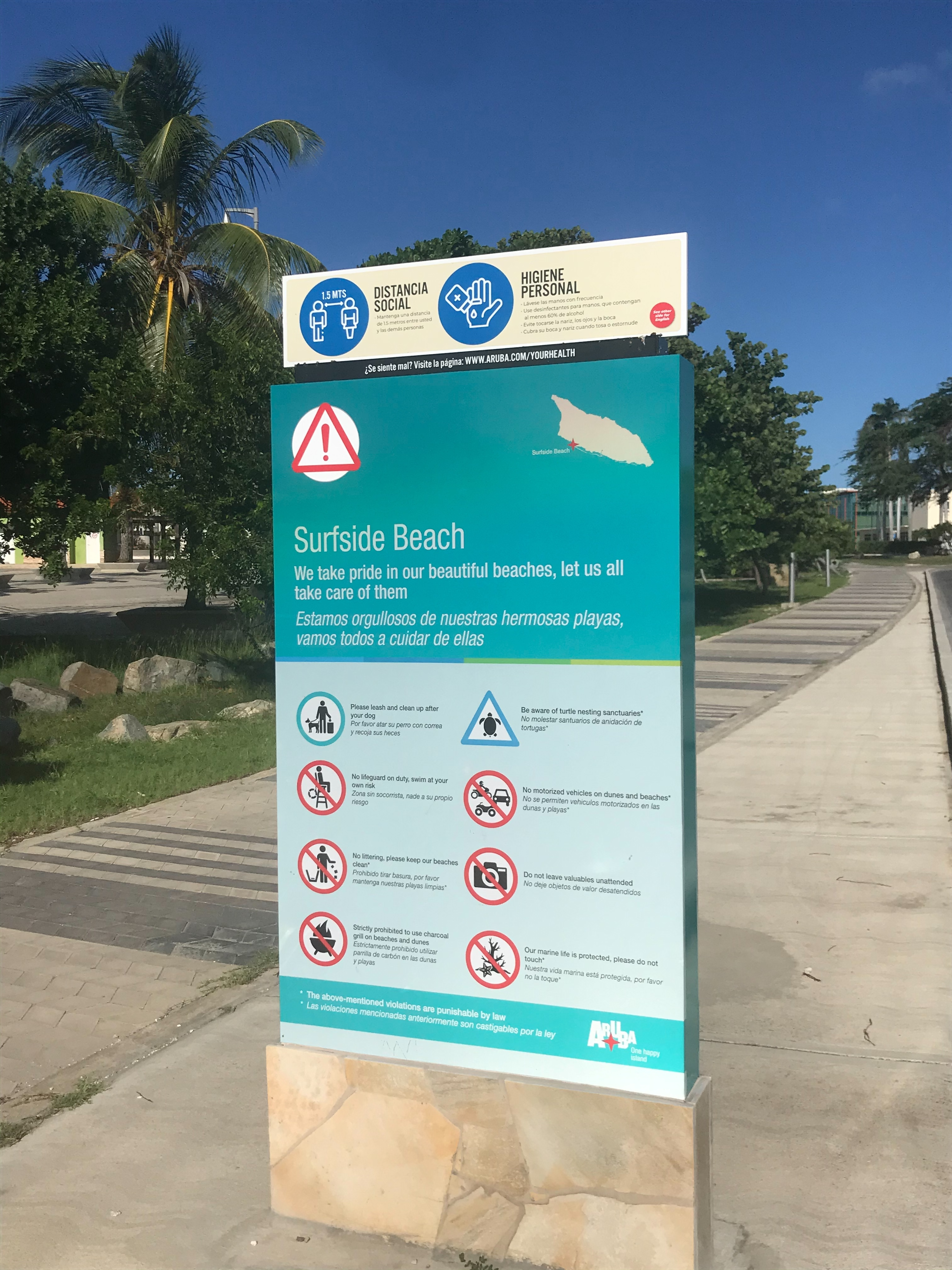
علامة كوفيد -19 (أروبا) 2020.

أروبا إحدى جزر البحر الكاريبي التابعة لهولندا وتتمتع بحكم ذاتي، لغتها الرسمية هي الهولندية والبابيامنتو، لكن الطالب في المدرسة عليه تعلم الإسبانية والإنجليزية والفرنسية وإلى حد أقل البرتغالية. في أروبا توجد 4 لغات مسجلة.

## اللغات المحلية
اللغات المحلية هي:
- الهولندية (لغة رسمية)
- البابيامنتو، وهي لغة كريولية (لغة رسمية)
- الإسبانية
- الإنجليزية

## جمل مختارة منبابيامنتوالاروبية
| بابيامنتو               | إسبانية                       | برتغالية                     | هولندية                | أنجليزية               | العربية             |
| ----------------------- | ----------------------------- | ---------------------------- | ---------------------- | ---------------------- | ------------------- |
| Bon dia                 | Buenos días                   | Bom dia                      | Goedemorgen            | Good morning           | صباح الخير          |
| Bon tardi               | Buenas tardes                 | Boa tarde                    | Goedemiddag            | Good afternoon         | مساء الخير          |
| Bon nochi               | Buenas noches                 | Boa noite                    | Goedenacht/Goedenavond | Good night             | ليلة جميلة          |
| Bon bini                | Bienvenido                    | Bem vindo                    | Welkom                 | Welcome                | مرحبا               |
| Danki                   | Gracias                       | Obrigado                     | Dank u/Dank je         | Thank you              | شكرا                |
| Ayo                     | Adiós                         | Adeus                        | Tot ziens              | Good-bye               | وداعا               |
| Pasa un bon dia         | Que tenga un buen día         | Passa/Tenha um bom dia       | Fijne dag              | Have a good day        | فل يكن يومك جميل    |
| Con ta bay?             | ¿Cómo estás?/¿Cómo te va?     | Como está/vai?               | Hoe gaat het?          | How are you?           | كيف حالك؟           |
| Mi ta bon               | (Yo) Estoy bien               | (Eu) Estou bem               | Met mij gaat het goed  | I am fine              | أنا بحالة جيدة      |
| Cuant'or tin?           | ¿Qué hora es?/¿Qué horas son? | Que hora tem?/Que horas são? | Hoe laat is het?       | What time is it?       | كم في الساعة؟       |
| Mi por papia Papiamento | (Yo) Puedo hablar papiamento  | (Eu) Posso falar papiamento  | Ik spreek Papiaments   | I can speak Papiamento | أنا أتحدث بيبيامنتو |
| Si                      | Sí                            | Sim                          | Ja                     | Yes                    | نعم                 |
| No                      | No                            | Não                          | Nee                    | No                     | لا                  |
| Aruba ta bunita         | Aruba es bonita               | Aruba é bonita               | Aruba is mooi          | Aruba is beautiful     | أروبا جميلة         |

## لغات أخرى
من اللغات الأخرى والتي يتكلمها الوافدون إلى أروبا:
- السرانان
- الإسبانية